# ピーナッツくん
ピーナッツくんは、日本のバーチャルYouTuber、ラッパー、ゆるキャラ。
2017年7月からYouTubeに投稿されている自主制作ショートアニメ『オシャレになりたい！ピーナッツくん』の主人公であり、2018年初頭からは、同アニメから派生したキャラクター甲賀流忍者!ぽんぽこ（以下、ぽんぽこ）と共に、バーチャルYouTuber（以下、VTuber）として活動している。ぽんぽことのコンビは「ぽこピー」と呼ばれ、VTuberとしては主に「ぽんぽこちゃんねる」に出演している。事務所に所属していない個人のVTuberである。

## 人物
頭はピーナッツで、体は黄色、白いブリーフをはき、赤いスカーフを首に巻いた5歳の男児である。『オシャレになりたい！ピーナッツくん』第1話のYouTube投稿は2017年7月4日であり、最初期の男性VTuberの1人とされている。サッカー好きとしても知られ、試合の同時視聴配信や、サッカーゲーム「FIFA」のゲーム実況配信を行うことがある。
ショートアニメや楽曲の制作、声当てなどピーナッツくんに関連したコンテンツの企画・運営を担う「ピーナッツくんのご主人様」は、ぽんぽこの1歳上の実兄である（そのため「兄ぽこ」と通称される）。初めはピーナッツくんのみのVTuber化であったが、「YouTubeの配信は女の子がやったほうがウケがいい」と考え、妹であるぽんぽこを誘いVTuberとしてデビューさせた。当初は兼業で活動していたが、2018年12月に退社し、翌2019年1月に専業化を発表した。

### 特徴
美少女美少年の多いVTuber界においてニッチな存在であることを自覚し、他のVTuberがしないような企画ができることを特徴としている。原宿にいる女子高生にウケるのは自分だけであり、差別化できているとインタビューで語る一方、主な視聴者層を20代男性のデジタルネイティブだとも認識しており、彼らに向けた時事ネタやネットミームをショートアニメにしている。
ピーナッツくんは自身のファンを「おともナッツ」と呼び、全員JK（女子高生）であると主張している。視聴者とピーナッツくんが直接通話する企画「JK枠」では、視聴者は女子高生になり切らなければならない。また、0歳から5歳までの幼児が視聴対象と謳う不定期の生配信企画「すくすく！ピーナッツくん」では、視聴者は幼児になり切ってコメントしなければならない。この理由をピーナッツくん本人は「自分とは違う何者かになりきる時間を体験してほしいから」と答えている。
VTuberの有識者会議を開くなど、業界全体に対するメタ的な視点も持っており、企業・個人を問わず参加できる24時間生配信「ぽんぽこ24」など、横断的なイベントを行うこともある。この24時間生配信を行った理由について本人は、世間が知らない面白いVTuberにスポットライトが当たってほしいから、と述べている。
ブーム当初と比べて企業の進出が目立ち、Youtuber業界と比べて個人の創作発表の場としての側面が弱いVTuber業界において、美少女でも美少年でもなく、企業に所属せずほぼ毎日動画投稿を行う「ぽこピー」は、一定の存在感を持っている。

### エピソード
「地固めがすごい」と自他ともに評されることがある。これは本人の企画力、「凸枠」でみせる対応力、時事に関する嗅覚、業界におけるポジション、スキルなどを指して言われる。
2019年11月3日、「ゆるキャラグランプリ2019 in しあわせ信州 NAGANO」の企業・その他部門において1位となった。同イベントの第3回(2013年)から企業・その他部門が加わって以降、企業や団体に所属していないゆるキャラとしては初めての1位であった。
2022年5月、ぽんぽこ、もちひよこ、ふぇありす、ミミックと共に、VRChatを活動の場とするYouTubeチャンネル「パラレルウォーカー」を開設した。

### 評価
VTuberの月ノ美兎は自身の対談において、尊敬する人物の一人としてピーナッツくんを挙げている。
ミュージシャンのn-bunaはピーナッツくんとぽんぽこのファンである事を公言しており、自身のインタビューにおいて、ピーナッツくんは社会風刺であり、芸術として美しいと評価している。

## 来歴
2017年
- 6月27日、YouTubeチャンネル（以下、チャンネル）を開設。
- 7月4日、ショートアニメ『オシャレになりたい！ピーナッツくん』第１話が投稿される。
- 8月10日、「NHKワールド JAPAN、imagine-nation」で取り上げられる。

2018年
- 3月4日、チャンネル登録者数が1万人を突破。
- 5月3日、「ぽんぽこ24時間生放送」を開催。
- 6月10日、チャンネル登録者数が5万人を突破。
- 7月20日、リアルイベント「オシャレになりたい！ピーナッツくん〜お誕生日会〜」を開催。
- 10月6日、「ぽんぽこ24リターンズ」を開催。
- 12月31日、ニコニコ生放送「バーチャル大晦日2018〜みんなで年越しブイッとね！〜」に出演。

2019年
- 4月20日、リアルイベント「〜うりゃおい！原宿パーリーナイ〜 in JOL原宿」を開催。
- 4月27日、「ニコニコ超会議2019、VTuber Fes Japan、VTuber Special Stage」に出演。
- 7月2日、生誕2周年記念の生配信にてアトリエパレット制作の着ぐるみを発表。
- 8月14日、「ぽんぽこ24 Vol.3」を開催、生配信中に「ぽんぽこちゃんねる」のチャンネル登録者数が10万人を突破。
- 10月11日 - 10月27日、おめがシスターズ、名取さなと共に、MAGNET by SHIBUYA109にてポップアップストア「バーチャルスクランブル」を開催、期間中に着ぐるみとのチェキ会を実施。
- 11月3日、「ゆるキャラグランプリ2019 in しあわせ信州 NAGANO」において、企業・その他部門で優勝。
- 12月31日、オンラインライブ「TUBEOUT! COUNT DOWN」に出演。

2020年
- 1月25日、デュエル・マスターズ、謎のブラック・ボックス・パックにコラボカードが収録。
- 1月31日 - 3月15日、東京・大阪のスイーツパラダイスにてコラボカフェを開催。
- 2月15日、SUPER SPINNS 梅田HEP FIVEにて着ぐるみとのチェキ会を実施。
- 5月5日、「ぽんぽこ24 Vol.4」を開催。
- 6月30日、ピーナッツくんとして初となるアルバム『False Memory Syndrome』をリリース。
- 7月11日 - 8月7日、東京ソラマチ内、「テレビ局公式ショップ～ツリービレッジ～」にてコラボカフェ＆ショップを開催。
- 12月16日、チャンネル登録者数が10万人を突破。

2021年
- 1月29日、オフィシャルファンブック「ぽこピーの本」をホビージャパンより出版。
- 1月31日、ライブイベント「VTuber Fes Japan 2021」に出演。
- 2月12日 - 2月28日、MAGNET by SHIBUYA109にてポップアップストア「POP!STEP!POKOPEA SHOP」を開催。
- 5月4日、「ぽんぽこ24 Vol.5」を開催。
- 6月20日、2ndアルバム『Tele倶楽部』をリリース。
- 7月2日、1stライブ「NUTS TO YOU！」をオンライン開催。
- 7月5日、「ぽんぽこちゃんねる」のチャンネル登録者数が20万人を突破。
- 9月26日、生配信にてスタジオ・ノーヴァ制作のパペットを発表。
- 12月24日 - 1月10日、おめがシスターズ、名取さなと共に、MAGNET by SHIBUYA109にてポップアップストア「バーチャルスクランブル2」を開催。

2022年
- 2月20日、XRライブ「ピーナッツくん × Moment Tokyo XR LIVE ~ONAKA no NAKA~」をオンライン開催。
- 5月7日 - 5月8日、「ぽんぽこ24 Vol.6」を開催、生配信中に「ぽんぽこちゃんねる」のチャンネル登録者数が30万人を突破。
- 5月21日、ヒップホップフェス「POP YOURS」に出演。
- 6月1日、3rdアルバム『Walk Through the Stars』をリリース。
- 7月1日 - 7月11日、渋谷マルイにてポップアップストア「Peanutskun Stars Shop」を開催。
- 7月4日・7月11日、東京・Spotify O-EAST、大阪・BIGCATにてワンマンライブを開催。
- 8月13日 - 8月28日、パラレルウォーカーとして、大阪ステーションシティ内「バール・デルソーレ」にてコラボカフェを開催。
- 8月28日、オンラインライブ「Walk Through the Stars Tour FInal Supported by Moment Tokyo」を開催。
- 8月31日、チャンネル登録者数が20万人を突破。
- 10月20日 - 1月9日、滋賀、愛知、東京、佐賀、青森、群馬にて展覧会「ぽこピー展」を開催。
- 11月5日・11月12日・11月20日、福岡、京都、東京にて着ぐるみとのチェキ会を開催。

2023年
- 1月22日、オンラインライブ「SANRIO Virtual Festival 2023 in Sanrio Puroland」に出演。
- 1月31日、「ぽんぽこちゃんねる」のチャンネル登録者数が40万人を突破。
- 2月10日、チャンネル登録者数が30万人を突破。
- 3月24日、VRChat上にテーマパーク「ぽこピーランド」をオープン。
- 3月25日、音楽フェス「Music Unity 2023」に出演。
- 4月13日 - 9月18日、徳島、岐阜、山口、石川、北海道、大阪、東京にて展覧会「続・ぽこピー展」を開催。
- 5月13日、全国12ヶ所のイオンシネマにて「Walk Through the Stars Tour FInal」を一日限定上映。
- 5月23日 - 6月18日、東京・大阪のスイーツパラダイスにてコラボカフェを開催。
- 5月26日 - 6月4日、MAGNET by SHIBUYA109にて開催のポップアップストア「SHIBUYA SAUNA SPOT」に出店。
- 5月28日、野外フェス「森、道、市場」に出演。
- 6月9日、雑誌「コンプティーク」にて表紙＆巻頭特集。
- 7月22日、EP『Air Drop Boy』をリリース。
- 7月29日 - 7月30日、パラレルウォーカーとして、ベルサール秋葉原にて開催の「バーチャルマーケット2023リアルinアキバ」に出展。
- 8月19日 - 8月20日、「ぽんぽこ24 Vol.7」を開催。
- 9月23日 - 10月15日、アニメイト渋谷店にて、ポップアップストア「とびだせ！ぽこピーランド in アニメイトショップ」を開催。
- 10月29日、音楽フェス「SPOOKY PUMPKIN 2023 〜PURO ALL NIGHT HALLOWEEN PARTY〜」に出演。
- 12月5日 - 1月31日、大阪・愛知・東京のスイーツパラダイスにてコラボカフェを開催。
- 12月28日、「ぽんぽこちゃんねる」のチャンネル登録者数が50万人を突破。

2024年
- 1月13日、チャンネル登録者数が40万人を突破。
- 3月3日・3月16日・3月24日、オンラインライブ「SANRIO Virtual Festival 2024 in Sanrio Puroland」に出演。
- 4月6日・5月2日・6月9日・8月24日・9月23日・10月18日・11月2日・12月30日、滋賀、北海道、宮城、熊本、沖縄、香川、大阪、埼玉にてイベントツアー「ぽこぴーの回覧板」を開催。
- 4月25日、ぽんぽこ＆ピーナッツくん責任編集によるムック本「POKOPEA」をTwoGateより出版。
- 4月25日 -、SHIBUYA TSUTAYAにグッズストア「POPIYA」を出店。
- 5月18日、ヒップホップフェス「POP YOURS 2024」に出演。
- 6月14日、4thアルバム『BloodBagBrainBomb』をリリース。
- 6月28日 - 7月15日、おめがシスターズ、富士葵、キクノジョーと共に、MAGNET by SHIBUYA109にてポップアップストア「クッピーラムネ×シンセキ POP-UP STORE」を開催。
- 7月2日・7月9日・7月12日・7月16日、東京、愛知、福岡、大阪のZeppにてワンマンライブツアーを開催。
- 9月6日 - 、グラングリーン大阪内、ローソンJAM BASE店にグッズの自動販売機を設置。
- 10月3日 - 11月6日、全国15店舗の極楽湯・RAKU SPAにてコラボキャンペーン「ぽこピ～の湯」を開催。
- 10月27日、音楽フェス「SPOOKY PUMPKIN 2024 〜PURO ALL NIGHT HALLOWEEN PARTY〜」に出演。
- 11月23日 - 11月24日、「ぽんぽこ24 Vol.8」を開催。
- 12月5日、Tamagotchi Uni（たまごっち ユニ）にて使用可能なコラボコンテンツ「Tamaverse Ticket ぽこピーランド」が発売。
- 12月20日、ラグーナテンボスにてライブイベント「ぽこピーのクリスマスぱーてぃー in ラグナシア」を開催。
- 12月20日 -、TSUTAYA EBISUBASHIにグッズストア「POPIYA in 大阪」を出店。
- 12月23日、「ぽんぽこちゃんねる」のチャンネル登録者数が60万人を突破。

2025年
- 1月27日 -、リアル脱出ゲーム「アイテムだらけの部屋からの脱出」にて、登場キャラクターの声優を担当。
- 2月15日・3月8日・3月16日、オンラインライブ「SANRIO Virtual Festival 2025」に出演。
- 3月1日 - 3月31日、パラレルウォーカーとして、VRChat上でBEAMSとのコラボイベントを開催。
- 3月9日・5月11日・7月13日・9月6日・11月1日、新潟、秋田、和歌山、広島、静岡にてイベントツアー「ぽこぴーの回覧板」を開催。
- 4月9日、雑誌「クイック・ジャパン」にて表紙＆巻頭特集。
- 5月13日 - 5月26日、ラフォーレ原宿にてポップアップストア「TAMAGOTCHI×POKOPEA」を開催。
- 5月30日 - 7月23日、東京・京都・千葉・福岡・兵庫のスイーツパラダイスにてコラボカフェを開催。
- 8月8日 - 11月3日、東京・宮城・静岡のPARCOにて展示会「Who_Is_Pokopea_?展」を開催。

## オシャレになりたい！ピーナッツくん
『オシャレになりたい！ピーナッツくん』は、主人公のピーナッツくんと相棒であるチャンチョが、様々なキャラクターと出会い、交流する1分程のショートアニメである。内容は主にシュールギャグや時事ネタを扱っており、毎回様々なキャラクターが登場する。YouTubeへの投稿を中心としているが、過去にはAmazonプライム・ビデオでも配信されていた。

### 主な登場人物
ピーナッツくん
アニメにおける主人公。5歳。ピーナッツ星出身。
チャンチョ
ピーナッツくんの親友。3歳。キャラクター人気投票企画「ONP総選挙」第2回、第3回で1位を獲得。アイドルグループ「.BEANs」のメンバー。
怪盗ぽんぽこ
甲賀流忍者!ぽんぽこの元となったキャラクター。第4話に登場。
レオタードブタ
ピーナッツ星の大スター。7歳。ピーナッツくんとチャンチョとは昔なじみ。ヤギ・ハイレグと共にラッパーとして活動。第26話に初登場。
コモラ
兄ぽこの友人で、Youtubeチャンネル「コモラとチャンチョのゲーム部屋」にてゲーム実況を行う。引きこもりすぎて絶滅できなかった恐竜。感情はない。「ONP総選挙」第4回で1位を獲得。2020年7月3日に自身が主人公のフリーゲーム、「コモラ・リアルワールドエスケープ」をSteamにてリリースした。シーズン1最終話に登場。
デニムくん
「.BEANs」のメンバー。悪口を言われることで、心にダメージを負うとダメージジーンズの姿になる。デニム玄師や、でにみょんとして歌ってみた動画も配信。第5話に初登場。
コバルト田中
「.BEANs」のメンバー。滑舌が悪い。アニメ内で視聴者に対しクイズを出題する。第29話に初登場。
社畜くん
「.BEANs」のメンバー。第13話に初登場。
オレンジ博士
「.BEANs」のメンバー。バツ2。第20話に初登場。
マジ卍マン
「マジ卍｣が口癖。「卍サイクロン｣という技を使い、周囲にいるキャラクターを吸い込むことができる。「ONP総選挙」第1回で1位を獲得。第3話に初登場。
ミスターダブルブレイン
正義の味方。脳が2つあるため頭は良いらしいが、その脳がむき出しになっている点が弱点。登場する度に歌を歌う。第17話に初登場。
デカキン
第59話にてゲスト出演。
キズナアイ
SP編にてゲスト出演。
おめがシスターズ
第70話にてゲスト出演。

### 各話リスト

#### シーズン2
*ピーナッツくん、チャンチョは出演しない場合のみ備考に記載。

## 音楽活動
ラジオ番組「ライムスター宇多丸のウィークエンド・シャッフル」を聞きヒップホップにハマり、2017年頃から遊びとしてラップを始める。2017年10月、ショートアニメにラッパーのレオタードブタが初登場すると、ヒップホップユニットKMNZとのコラボ曲など継続的に楽曲を発表。2019年2月にレオタードブタとヤギ・ハイレグ（詳細は後述）名義でのEP『粗密-SOMITSU-』をリリースし、本格的な音楽活動を始める。2020年6月にはアルバム『False Memory Syndrome』をリリースし、ピーナッツくん名義での音楽活動を開始している。
よく聴いていたラッパーはRHYMESTERとPUNPEE、好きなアルバムはLowPassの『Mirrorz』。Chance The Rapperに影響を受け、歌えるヒップホップの曲が好きなため、一緒に歌える曲を目指して音楽作りをしている。

### エピソード・評価
声優の木村昴はピーナッツくんの音楽を高く評価しており、自身の週刊誌連載においてレオタードブタとヤギ・ハイレグを紹介しているほか、自身のインタビューにおいて子供達にオススメしたいラッパー、ヒップホップグループとして、レオタードブタとヤギ・ハイレグ、ピーナッツくんの名前を挙げている。2020年10月にはKAI-YOU Premium上で木村昴とピーナッツくん/兄ぽこによる対談が実現している。

## レオタードブタとヤギ・ハイレグ
レオタードブタとヤギ・ハイレグは、ショートアニメ『オシャレになりたい!ピーナッツくん』に登場するキャラクターであるラッパーのレオタードブタと、その友人でラッパー・トラックメイカーのヤギ・ハイレグによる音楽ユニットである。互いにソロで活動することもあり、ヤギ・ハイレグは過去に「ヤギ・ハイレグのヤバジン」というポッドキャスト番組を配信していた。

### 来歴
2017年
- 10月3日、レオタードブタがショートアニメ『オシャレになりたい!ピーナッツくん』に初登場。

2018年
- 8月4日、ユニットとして初の楽曲『OBENKYO』をSoundCloudにて発表。
- 9月10日、レオタードブタがFicty株式会社とパートナーシップ契約を結ぶ。

2019年
- 2月25日、初となるEP『粗密 -SOMITSU-』をリリース。
- 4月30日、「平成→令和 COUNTDOWN PARTY」に出演。

2020年
- 1月30日、「KAI-YOU New Year Hyper Pop Party 2020」に出演。
- 3月18日、EP『ODIN』をリリース。

2022年
- 7月4日・7月11日、ピーナッツくんワンマンライブ「Walk Through the Stars Tour」に出演。（大阪公演はレオタードブタのみ出演。）
- 8月28日、ピーナッツくんオンラインライブ「Walk Through the Stars Tour FInal」に出演。

2023年
- 3月15日、EP『HIGH NECK』をリリース。

2024年
- 7月2日・7月9日・7月12日・7月16日、ピーナッツくんワンマンライブツアー「BloodBagBrainBomb Tour」に出演。

### ディスコグラフィ
| 発売日        | タイトル                                  | 販売形態     | 備考                                                                |
| ------------- | ----------------------------------------- | ------------ | ------------------------------------------------------------------- |
| 2019年8月15日 | ちょっと今日コンプリケイテッド / BUG LIFE | デジタル配信 | 2019年4月のイベントにて、 グッズ購入者先着200名にCD-Rが配布された。 |
| 2024年6月30日 | GO                                        | デジタル配信 | ヤギ・ハイレグによるソロ作品。                                      |
| 2025年1月18日 | Hakushi                                   | デジタル配信 | ヤギ・ハイレグによるソロ作品。                                      |
| 2025年6月21日 | Mt.                                       | デジタル配信 | ヤギ・ハイレグによるソロ作品。                                      |

| 発売日       | タイトル                           | 販売形態     | アーティスト                                   |
| ------------ | ---------------------------------- | ------------ | ---------------------------------------------- |
| 2018年9月7日 | CHERRY PICK (feat. レオタードブタ) | デジタル配信 | レオタードブタ、ピーナッツくん、ぽんぽこ、KMNZ |

## 出演

### テレビ番組
2018年
- 新shock感（12月15日、テレビ東京）
- VIRTUAL BUZZ TALK!（12月21日・12月29日、TOKYO MX、ぽんぽこと共に出演）

2019年
- 超人女子戦士 ガリベンガーV（4月18日、テレビ朝日、ガリベンガーV3号として出演したぽんぽこの兄表記でのスタジオ観覧者として出演）
- 沼にハマってきいてみた（10月28日、NHK Eテレ）

2020年
- 沼にハマってきいてみた（2月10日・11月9日、NHK Eテレ）

2022年
- 沼にハマってきいてみた（4月26日、NHK Eテレ、パペット、3Dモデルでの出演・ぽんぽこと共に出演）

2024年
- 沼にハマってきいてみた（9月21日、NHK Eテレ、着ぐるみでの出演）

#### テレビアニメ
2019年
- NHKバーチャルのど自慢（1月2日、NHK総合、ぽんぽこと共に出演）
- バーチャルさんはみている（1月9日 - 3月27日、TOKYO MX）
- バーチャルさんといっしょ。 －VTuberの国からコンニチハ！－（3月30日、NHK総合、レオタードブタが出演）

2020年
- NHKバーチャル紅白歌合戦（1月1日、NHK総合、ぽんぽこと共にVTR出演）

### ラジオ番組
2020年
- クリエイターズ ～カゴいっぱいのポテチを添えて～（3月30日 - 10月12日、東海ラジオ、アシスタントとしてレギュラー出演)(11月2日・11月16日・11月30日、準レギュラーとして出演）

2021年
- 78 musi-curate（6月28日、ベイエフエム、オープニングにてコメント出演）

2023年
- ぶいあーる!〜VTuberの音楽Radio〜（9月24日、NHK-FM）

2024年
- ぶいあーる!〜VTuberの音楽Radio〜（5月19日、NHK-FM）

- J-WAVE TOKYO MORNING RADIO（8月15日[136]、J-WAVE）
- THE KINGS PLACE（12月19日[137]・12月26日[138]、J-WAVE）

### インターネット番組
2021年
- これが世界の選択か！HUMAN vs VTuber（3月25日・4月22日、dTVチャンネル・ひかりTV、ぽんぽこと共に出演）

2022年
- 青木志貴の友達フラグが立ちません…（4月12日、ニコニコチャンネル、ぽんぽこと共に出演）

2023年
- ひ～！ひ～！ふ～！（1月26日、Amazonプライム・ビデオ、着ぐるみでの出演）

### ゲーム
2020年
- ブイブイブイテューヌ（8月6日、ぽんぽこと共に出演）

### イベント
2018年
- オシャレになりたい！ピーナッツくん〜お誕生日会〜（7月20日、JOL原宿、ぽんぽこと共に出演）
- ニコニコ超パーティー2018
  - 裏でやってんだろ？裏で！【VTuberステージ裏実況】（11月3日、さいたまスーパーアリーナ、ぽんぽこと共に出演）

2019年
- 会える！ 話せる！ VTuberおしゃべりフェス on バレンタイン（2月15日、Zepp ダイバーシティ東京）
- SPINNS X ピーナッツくん 〜うりゃおい！原宿パーリーナイ〜 in JOL原宿（4月20日、JOL原宿、ぽんぽこと共に出演）
- ニコニコ超会議2019
  - VTuber Fes Japan 2019、VTuber Special Stage（4月27日、幕張メッセ、ぽんぽこと共に出演）

- 平成→令和 COUNTDOWN PARTY presented by KAI-YOU×TOKYO culture research（4月30日 - 5月1日、THE SUN & THE MOON、レオタードブタとヤギ・ハイレグが出演）
- 富士葵生誕祭令和元年（6月15日、池袋HUMAXシネマズ、ぽんぽこと共に出演）
- きぐるみぽこピーとチェキ会☆in渋谷MAGNET（10月17日、MAGNET by SHIBUYA109、着ぐるみでの出演・ぽんぽこと共に出演）
- ゆるキャラグランプリ2019inしあわせ信州NAGANO（11月3日、長野市オリンピック記念アリーナ、着ぐるみでの出演）

2020年
- KAI-YOU New Year Hyper Pop Party 2020〜カイユウのポップな新年宴会 2020〜（1月30日、LOFT9 Shibuya、レオタードブタとヤギ・ハイレグが出演）
- きぐるみぽこピーとチェキ会やて！？☆ in SUPER SPINNS 梅田HEPFIVE（2月15日、HEP FIVE、着ぐるみでの出演・ぽんぽこと共に出演）
- 銀河アリス生誕祭！～だいまおうアリスと笑いの勇者たち～（2月22日、池袋HUMAXシネマズ・109シネマズ大阪エキスポシティ、ぽんぽこと共に出演）
- 田中音楽堂オトナLIVE2020 in TOKYO「歌學革命宴」feat.鈴木文学堂（2月28日、EX THEATER ROPPONGI、前説で音声のみの出演）
- ESP学園（福岡）声優芸能科オープンキャンパス「ぽこピー・スペシャルトークイベント＆セルフプロデュース実習～みんなの将来を考えてみよう！～」
（8月23日、専門学校ESPエンタテインメント福岡、本来は4月26日に開催予定だったが、COVID-19流行の影響により延期された・ぽんぽこと共に出演）
- ９月１日は防災の日　湖国防災（8月29日、モリーブ、着ぐるみでの出演・ぽんぽこと共に出演）
- ゆるキャラグランプリ2020 THE FINAL 未来へつなぐ いわて幸せ大作戦!!（10月4日、岩手産業文化センター、着ぐるみでの出演・ぽんぽこと共に出演）
- ToyamaGamersDay 2020 Re-Start（10月24日、クロスベイ新湊、着ぐるみでの出演・ぽんぽこと共に出演）
- 剣持刀也リアルソロイベント【虚空集会】（12月9日、KT Zepp Yokohama）
- VIRTUAFREAK -REWIRE-（12月27日、Club Asia、着ぐるみでの出演・ぽんぽこと共に出演）

2021年
- VTuber Fes Japan 2021 DAY2（1月31日、川口総合文化センター、ぽんぽこと共に出演）
- さなのばくたん。 -ていねいなお誕生日会- Powered by mouse（3月7日、チネチッタ、会場アナウンスでの出演・ぽんぽこと共に出演）
- KAI-YOU HYPER POP MARKET（10月31日、渋谷キャスト、着ぐるみでの出演・ぽんぽこと共に出演）
- シュッとしとるヤツ（12月19日、CLUB METRO、着ぐるみでの出演）

2022年
- Heavenly X（3月29日、渋谷WWW X、着ぐるみでの出演）
- HIMEHINA Live2Days「アイタイボクラ」 Day1「藍の華2022」（5月6日、豊洲PIT、前説で音声のみの出演・ぽんぽこと共に出演）
- POP YOURS（5月21日、幕張メッセ、着ぐるみでの出演）
- Walk Through the Stars Tour（7月4日・7月11日、Shibuya O-EAST・BIG CAT、着ぐるみ、3Dモデルでの出演・ぽんぽこと共に出演）
- ぽこピーきぐるみツアー！〜巨大豆狸チェキ会に襲来〜（11月5日・11月12日・11月20日、SUPER SPINNS福岡PARCO店・SPINNS京都本店・MAGNET by SHIBUYA109、着ぐるみでの出演・ぽんぽこと共に出演）
- Mi:LIVE 2022 -MIRAI AKARI 5th ANNIVERSARY-バラエティ盛り盛りドッカン祭り！！！！！（11月26日、109シネマズ木場、ぽんぽこと共に出演）
- びわ湖くんワンマンライブinパナソニックスタジアム（12月4日、市立吹田サッカースタジアム、着ぐるみでの出演）

2023年
- Music Unity 2023（3月25日、羽田空港第2旅客ターミナル、着ぐるみでの出演）
- バーチャル大阪駅 うめきたワールド 来場500万人突破記念イベント（4月8日・4月9日、大阪ステーションシティ、着ぐるみ、3Dモデルでの出演・ぽんぽこと共に出演）
- GOOD POP FOR YOU（5月3日、渋谷WWW X、着ぐるみでの出演）
- Walk Through the Stars Tour Final らいぶびゅ〜いんぐ！（5月13日、イオンシネマ、着ぐるみ、3Dモデルでの出演・ぽんぽこと共に出演）
- P2V2P FESTIVAL（5月26日、渋谷WOMB、着ぐるみでの出演）
- 森、道、市場（5月28日、ラグーナビーチ、着ぐるみでの出演）
- SPOOKY PUMPKIN 2023 〜PURO ALL NIGHT HALLOWEEN PARTY〜（10月29日、サンリオピューロランド、着ぐるみでの出演・ぽんぽこと共に出演）
- 漢 Kitchen Fes.（11月26日、タントラ東京、着ぐるみでの出演）
- Super Maple Party（12月3日、ベルサール渋谷ガーデン、着ぐるみでの出演）
- びわピースタジアムライブ2023（12月9日、サンガスタジアム、着ぐるみでの出演）
- X-CON 2023 - 主催者都合により中止（12月10日、幕張メッセ）
- NIGHT HIKE Late 2023（12月10日、渋谷WOMB）

2024年
- SUN NO KUNI CLUB TOUR FINAL（1月27日、ZEROTOKYO、着ぐるみでの出演）
- ALL MEMBERZ ～ALL GUYS vs ぽこピー～（2月11日、TOKYO DOME CITY HALL、着ぐるみ、３Dモデルでの出演・ぽんぽこと共に出演）
- おめシス1stライブ「モンスターカミング」 in サンリオピューロランド（3月2日、サンリオピューロランド、着ぐるみでの出演・ぽんぽこと共に出演）
- ぽこぴーの回覧板（4月6日・5月2日・6月9日・8月24日・9月23日・10月18日・11月2日・12月30日、着ぐるみ、３Dモデルでの出演・ぽんぽこと共に出演）
- POP YOURS 2024（5月18日、幕張メッセ、着ぐるみでの出演）
- BloodBagBrainBomb Tour（7月2日・7月9日・7月12日・7月16日、着ぐるみ、３Dモデルでの出演・ぽんぽこと共に出演）
- lilbesh ramko one man live「徘徊」（10月6日、渋谷WWW X、着ぐるみでの出演）
- SPOOKY PUMPKIN 2024 〜PURO ALL NIGHT HALLOWEEN PARTY〜（10月27日、サンリオピューロランド、着ぐるみでの出演）
- FRICTION（11月9日、Club Asia、着ぐるみでの出演）
- 祝28しゅーねん！たまごっちばーすでー！（11月9日・11月10日、東急プラザ原宿「ハラカド」、着ぐるみでの出演・ぽんぽこと共に出演）
- GRAND POP ODYSSEY（12月8日、Shibuya O-EAST、着ぐるみでの出演）
- ぽこピーのクリスマスぱーてぃー in ラグナシア（12月20日、ラグーナテンボス、着ぐるみでの出演・ぽんぽこと共に出演）

2025年
- ラララ音楽祭 2025（1月18日、キラメッセ沼津、着ぐるみでの出演）
- パソコン音楽クラブ × ピーナッツくん（2月5日、渋谷WWW X、着ぐるみでの出演）
- GRAND POP ODYSSEY（2月7日、Yogibo META VALLEY、着ぐるみでの出演）
- ぽこぴーの回覧板（3月9日・5月11日・7月13日・9月6日・11月1日、着ぐるみ、３Dモデルでの出演・ぽんぽこと共に出演）
- ライブナタリー “group_inou × ピーナッツくん × PAS TASTA”（3月19日、Zepp Shinjuku、着ぐるみでの出演）
- オルメン3 ～ガッチマン15周年祭～ 1日目（4月5日、横浜BUNTAI、ぽんぽこと共に出演）
- 月ノ美兎 2ndワンマンライブ『Paper Rabbit』（4月18日、J:COMホール八王子、着ぐるみ、３Dモデルでの出演・ぽんぽこと共に出演）
- さようなら、バビフェス。（4月20日、Shibuya O-EAST、着ぐるみでの出演）
- 漢 kitchen Fes. 渋谷編（6月28日、Shibuya O-EAST、着ぐるみでの出演）

### オンラインイベント
2019年
- 1周年！ヒメヒナ大感謝祭2019（3月19日）

2021年
- NUTS TO YOU! -PeanutsKun 1st Live-（7月2日、ぽんぽこと共に出演）

2022年
- Walk Through the Stars Tour FInal Supported by Moment Tokyo（8月28日、着ぐるみ、3Dモデルでの出演・ぽんぽこと共に出演）

2023年
- SANRIO Virtual Festival 2023 in Sanrio Puroland（1月22日、着ぐるみ、3Dモデルでの出演・ぽんぽこと共に出演）
- OKINAWA JAPAN VERTUAL FES 2023（12月23日）

2024年
- SANRIO Virtual Festival 2024 in Sanrio Puroland（3月3日・3月16日・3月24日、ぽんぽこと共に出演）

2025年
- SANRIO Virtual Festival 2025（2月15日・3月8日・3月16日、ぽんぽこと共に出演）

## タイアップ
- プリロール - クリスマスケーキ（2018年12月[189]）
- SPINNS - コラボグッズ（2019年4月[26]・2020年1月[190]・2020年8月[191]・2021年2月[192]・2022年10月[56]・2023年8月[193]）
- 富士フイルム - プリントサービス（2019年9月[194]）
- デュエル・マスターズ - コラボカード（2020年1月25日[36]）
- スイーツパラダイス - コラボカフェ（2020年1月31日 - 3月15日[37]・2023年5月23日 - 6月18日[63]・2023年12月5日 - 2024年1月31日[72]・2025年5月30日 - 7月23日[96]）
- ホタルコーポレーション - アバターフィギュア（2020年6月22日 - 7月22日[195]）
- LINE LIVE - コラボイベント（2020年6月24日 - 6月30日[196]）
- テレビ局公式ショップ ツリービレッジカフェ - コラボカフェ（2020年7月11日 - 8月7日[41]）
- ローソン - プリントサービス（2020年9月22日 - 11月30日[197]・2022年2月10日 - 4月10日[198]）
- ぶんぶくティーポット＋ - コラボグッズ（2021年8月11日 - 9月5日[199]）
- VTuberチップス4 - ポテトチップス（2022年7月26日[200]）
- 大阪ステーションシティ バール・デルソーレ - コラボカフェ（2022年8月13日 - 8月28日[55]）
- サウナボーイ - コラボグッズ（2023年2月22日[201]）
- ドスパラ - コラボPC（2023年3月23日[202]）
- メイプルストーリー - ゲーム内アバター・ウェブCM（2023年7月5日 -[203]）
- サンバDEアミーゴ - ゲーム内コスチューム（2023年8月30日[204]）
- アニメイト - ポップアップストア（2023年9月23日 - 10月15日[70]）
- 沖縄都市モノレール線 - スタンプラリー（2023年11月17日 - 12月24日[205]）
- ahamo - 販促キャンペーン（2024年1月8日 - 1月28日[206]）、ウェブCM（2024年4月1日 - 7月31日[207]）
- ナノブロック - コラボグッズ（2024年2月2日 - 3月3日[208]）
- ポパイ - コラボグッズ（2024年2月2日 - 3月3日[208]）
- クッピーラムネ - コラボグッズ・ポップアップストア（2024年6月28日 - 7月15日[81]）
- ベアブリック - コラボグッズ（2024年8月1日[209]）
- 極楽湯・RAKU SPA - コラボキャンペーン（2024年10月3日 - 11月8日[84]）
- カンデミーナグミ - 販促キャンペーン（2024年10月3日 -[210]）
- たまごっち - コラボコンテンツ（2024年12月5日[87]）、コラボグッズ・ポップアップストア（2025年5月13日 - 5月26日[95]）
- ラグーナテンボス - コラボアトラクション・コラボグッズ・コラボフード（2024年12月20日 - 2025年1月5日[88]）

## ディスコグラフィ
| 発売日         | タイトル                   | 販売形態     | 参加アーティスト |
| -------------- | -------------------------- | ------------ | ---------------- |
| 2020年12月28日 | 未来NEXTメシ               | デジタル配信 | やながみゆき     |
| 2021年10月31日 | respawn                    | デジタル配信 |                  |
| 2022年1月15日  | Tamiflu (feat. チャンチョ) | デジタル配信 |                  |
| 2022年3月18日  | KidsRoomMan                | デジタル配信 |                  |
| 2023年3月20日  | お気楽KING                 | デジタル配信 | ぽんぽこ         |
| 2024年6月7日   | Squeeze                    | デジタル配信 |                  |
| 2024年10月4日  | ぽこピー音頭               | デジタル配信 | ぽんぽこ         |
| 2024年11月3日  | ながしてうんち             | デジタル配信 | ぽんぽこ         |

| 発売日         | タイトル                                       | 収録作品             | 販売形態     | 規格品番  | アーティスト                   |
| -------------- | ---------------------------------------------- | -------------------- | ------------ | --------- | ------------------------------ |
| 2018年9月7日   | CHERRY PICK (feat. レオタードブタ)             |                      | デジタル配信 |           | KMNZ、レオタードブタ、ぽんぽこ |
| 2020年12月27日 | Expecto patronum!                              | REWIRE               | デジタル配信 |           |                                |
| 2020年12月27日 | Expecto patronum!                              | REWIRE               | CD           | VFRK-0001 |                                |
| 2022年8月3日   | Dance on the table                             | superposition        | デジタル配信 |           | Tomggg                         |
| 2022年8月4日   | ミライノソラ (feat. ピーナッツくん)            | YC2.5                | デジタル配信 |           | suimee                         |
| 2022年11月2日  | peanut phenomenon                              | GOOD POP             | デジタル配信 |           | PAS TASTA                      |
| 2024年7月14日  | peanut phenomenon                              | GOOD POP             | レコード盤   |           | PAS TASTA                      |
| 2022年12月12日 | METAVERSE                                      | 滋賀が好きやねん     | デジタル配信 |           | びわ湖くん                     |
| 2023年7月14日  | META EDEN (feat. ピーナッツくん & PIEC3 POPPO) | SUN NO KUNI          | デジタル配信 |           | OZworld、PIEC3 POPPO           |
| 2023年8月23日  | Special Days (feat. 藤井隆 & ピーナッツくん)   | YOLO Vol.1           | デジタル配信 |           | Joint Beauty、藤井隆           |
| 2024年4月20日  | Special Days (feat. 藤井隆 & ピーナッツくん)   |                      | レコード盤   |           | Joint Beauty、藤井隆           |
| 2023年11月30日 | Raving In The Simulation (feat. 嚩ᴴᴬᴷᵁ)        | THE RAVING SIMULATOR | デジタル配信 |           | Genick、Jacotanu、嚩ᴴᴬᴷᵁ       |
| 2024年7月3日   | Even If (feat. ピーナッツくん) [Remix]         |                      | デジタル配信 |           | valknee                        |
| 2024年7月22日  | SunnyMan (feat. ピーナッツくん)                | pure summer          | デジタル配信 |           | wood pure luvheart             |
| 2025年3月19日  | Lust (feat. ピーナッツくん) [Remix]            |                      | デジタル配信 |           | YDIZZY                         |
| 2025年6月20日  | iPhoneの音 (feat. ピーナッツくん)              | MASTERPIECE!!!       | デジタル配信 |           | YDIZZY                         |
| 2025年7月24日  | Typhoon (feat. ピーナッツくん)                 | Seventh Heaven       | デジタル配信 |           | 嚩ᴴᴬᴷᵁ                         |

| 発売日         | タイトル                                                    | 販売形態     | アーティスト                                  | 備考                               |
| -------------- | ----------------------------------------------------------- | ------------ | --------------------------------------------- | ---------------------------------- |
| 2023年6月16日  | POKOPEA LAND ORIGINAL SOUND TRACK VOL.01                    | デジタル配信 | nerdwitchkomugichan、桶田知道、Kazuhei Tamada | 「ぽこピーランド」サウンドトラック |
| 2023年7月15日  | グミ超うめぇ (PAS TASTA Remix)                              | デジタル配信 | PAS TASTA                                     | 『グミ超うめぇ』リミックス         |
| 2023年9月16日  | リアルタイムスーパーマーケット                              | デジタル配信 | ぽこプロ                                      | 作詞、一部歌唱を担当。             |
| 2023年10月4日  | peanut phenomenon (feat. ピーナッツくん) [six impala remix] | デジタル配信 | PAS TASTA、six impala                         | 『peanut phenomenon』リミックス    |
| 2023年10月6日  | Bokeh                                                       | デジタル配信 | ぽんぽこ                                      | 作詞を担当。                       |
| 2023年10月30日 | Thirsty Thirsty                                             | デジタル配信 | 東雲めぐ                                      | 合いの手を担当。                   |
| 2023年12月30日 | RunRunAround                                                | デジタル配信 | おめがシスターズ                              | 合いの手を担当。                   |

## 書籍
- にゃるら監修、たば『バーチャルYouTuber名鑑2018』三才ブックス、2018年7月5日、38頁。ISBN 978-4866730554。
- 『コンプティーク』9月号増刊 Vティーク、カドカワ、2018年7月26日、86-87頁、ASIN B07DXQHH4K。
- 『アニメディア』2019年6月号、学研プラス、2019年5月10日、別冊付録、ASIN B07QW4FKCH。
- 『コンプティーク』2020年1月号増刊 VOL.5 Vティーク、カドカワ、2019年12月26日、88-89頁、ASIN B081WP9WL2。
- 『富士葵オフィシャルファンブック 秘密を聞いてよ』ホビージャパン、2021年9月27日、92-98頁。ISBN 4798625752。
- 『サウナ for ビギナーズ 2022』晋遊舎、2022年1月26日、85頁。ISBN 4801818161。
- 『コンプティーク』2023年7月号、カドカワ、2023年6月9日、表紙・4-35頁・付録ポスター、ASIN B0C68MYJQS。
- 『虚空教典』カドカワ、2023年9月6日、130-133頁。ISBN 4046809213。
- 『キャラぱふぇ』Vol.99 2023年11-12月号、カドカワ、2023年9月29日、50頁、ASIN B0CGVLW1Y2。
- 『ぽんぽこのやらかし百物語』ホビージャパン、2024年2月22日。ISBN 9784798633497。
- 『POKOPEA』TwoGate、2024年4月25日。ISBN 9784910315362。
- 『Rolling Stone Japan』vol.27 2024年8月号、CCCメディアハウス、2024年6月25日、71頁、ASIN B0D6WY4Y26。
- 『クイック・ジャパン vol.177』太田出版、2025年4月9日、表紙・7-87頁。ISBN 4778340299。

### 公式ファンブック
- 『甲賀流忍者ぽんぽこ&オシャレになりたい!ピーナッツくん オフィシャルファンブック ぽこピーの本（ポン）』ホビージャパン、2021年1月29日。ISBN 4798623911。ピーナッツくんによるミニアルバムCD収録。